# Daniel Maffia
Daniel Maffia (Bolzano, 23 marzo 1993) è un ex hockeista su ghiaccio italiano, di ruolo difensore.

## Carriera
Nato a Bolzano ma cresciuto nella vicina Laives, cominciò a giocare nelle giovanili del Südtiroler Sportverein Leifers-Laives, prima di passare, nel 2009 ai Vipiteno Broncos, cui è rimasto legato per tutta la carriera, eccettuata una stagione giocata nei campionati giovanili tedeschi con la maglia dell'EV Füssen (2011-2012), e alcuni incontri giocati con le giovanili di EV Bozen 84 e HC Appiano.
A causa di un grave infortunio alla caviglia saltò quasi tutta la stagione 2015-2016, raccogliendo alcune presenze con il farm team dell'HC Appiano prima di fare ritorno in prima squadra a poche giornate dal termine della stagione regolare.
Ha giocato un mondiale con la maglia dell'Italia under 20 (2013), ed ha fatto parte della spedizione azzurra alle Universiadi invernali 2013.